# Silea (okręg Vâlcea)
Silea – wieś w Rumunii, w okręgu Vâlcea, w gminie Orlești. W 2011 roku liczyła 388 mieszkańców.